# 拉扎拉角
64°20′S 56°55′W / 64.333°S 56.917°W
拉扎拉角（西班牙語：Cabo Costa Lázara），是南極洲的海岬，位於葛拉漢地的斯諾希爾島北端，由阿根廷探險隊以該國海軍機師命名，現時由南極條約體系管理。